# ジェイニー・ギモンド
ジェイニー・ギモンド（Janie Guimond、1984年4月11日 - ）は、カナダの元女子バレーボール選手。ポジションはリベロ。元カナダ代表。

## 来歴
2003年、モントリオール大学に進学した。在学中の2008年にカナダ代表に初選出され、同年にカナダ・ユニバーシティ・スポーツ(CSI)に年間最優秀リベロ賞を受賞した。カナダ代表として世界選手権に2大会連続出場した。2013年の北中米選手権でベストリベロ賞を受賞した。

## 球歴
- 世界選手権 - 2010年、2014年
- ワールドグランプリ - 2015年

## 受賞歴
- 2013年 北中米選手権 ベストリベロ賞

## 所属クラブ
- モントリオール大学（2003-2008年）
- ナショナルチーム（2008年-）
- Sport Club Municipal Craiova（2011-2012年）
- Köpenicker SC（2012-2013年）
- Terville Florange Olympique Club（2013-2014年）